# Município de Scott (condado de Marion, Ohio)
O município de Scott (em inglês: Scott Township) é um município localizado no condado de Marion no estado estadounidense de Ohio. No ano de 2010 tinha uma população de 498 habitantes e uma densidade populacional de 7,87 pessoas por km².

## Geografia
O município de Scott encontra-se localizado nas coordenadas 40° 40′ 27″ N, 83° 00′ 56″ O. Segundo o Departamento do Censo dos Estados Unidos, o município tem uma superfície total de 63.27 km², da qual 63,27 km² correspondem a terra firme e (0 %) 0 km² é água.

## Demografia
Segundo o censo de 2010, tinha 498 pessoas residindo no município de Scott. A densidade populacional era de 7,87 hab./km². Dos 498 habitantes, o município de Scott estava composto pelo 98,39 % brancos, o 0,2 % eram afroamericanos, o 0,4 % eram amerindios, o 0,2 % eram asiáticos, o 0,2 % eram de outras raças e o 0,6 % eram de uma mistura de raças. Do total da população o 1,61 % eram hispanos ou latinos de qualquer raça.